# Ducula bakeri
Pombo-imperial-de-vanuatu (Ducula bakeri) é uma espécie de ave da família Columbidae.
É endémica de Vanuatu.
Os seus habitats naturais são: florestas subtropicais ou tropicais húmidas de baixa altitude e regiões subtropicais ou tropicais húmidas de alta altitude.
Está ameaçada por perda de habitat.